# Luca Marenzio

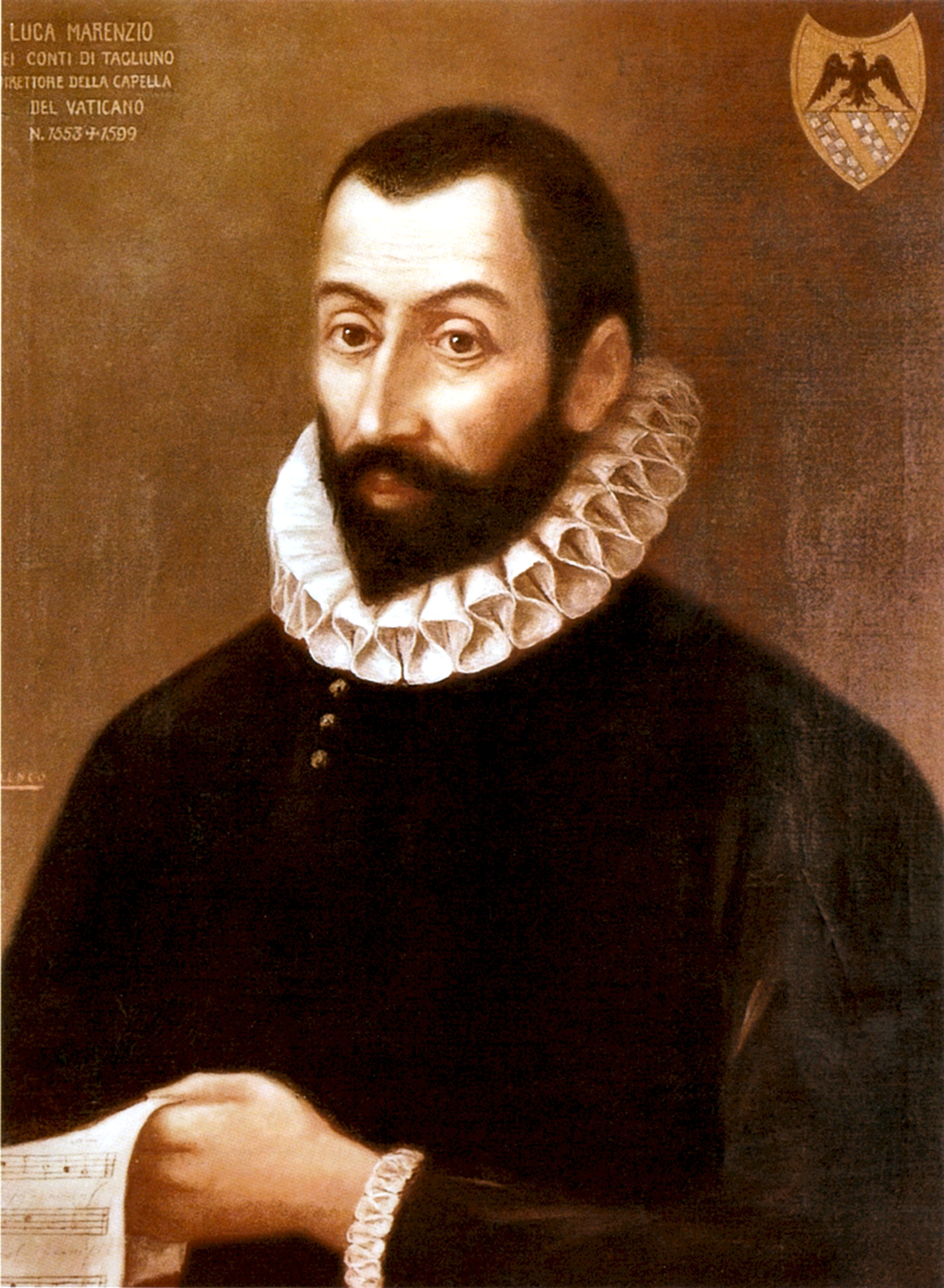
Luca Marenzio

Luca Marenzio (* 18. Oktober 1553 oder 1554 in Coccaglio, Provinz Brescia; † 22. August 1599 in Rom) war ein italienischer Komponist der Renaissance.

## Leben
Luca Marenzio war wahrscheinlich Chorknabe am Dom zu Brescia, dessen Kapelle 1565 bis 1567 von Giovanni Contino (um 1513–1574) geleitet wurde. Dieser war vielleicht auch sein Lehrer. Seine erste Anstellung fand Marenzio in Rom bei Kardinal Cristoforo Madruzzo († 1578); anschließend trat er dort in die Dienste von Kardinal Luigi d’Este (Bruder des Herzogs von Ferrara, Alfonso II. d’Este), der 1586 starb. In dieser Zeit veröffentlichte er seine ersten Madrigalsammlungen und hatte möglicherweise auch Kontakt zum Hof von Ferrara. Seine Bemühungen um die Kapellmeisterstelle an der herzoglichen Kapelle von Mantua blieben ohne Erfolg, deshalb ging er 1588 an den Hof von Florenz. An den dortigen Festlichkeiten zur Hochzeit des Großherzogs Ferdinando I. de’ Medici mit Christine von Lothringen im Jahr 1589 war er als Komponist (zweites und drittes Intermedium zur Komödie La pellegrina von G. Bargagli, vgl. Intermedien für La pellegrina) und als Sänger beteiligt.
Im Herbst dieses Jahres kehrte Marenzio nach Rom zurück, wo er Mitglied der Vertuosa Compagnia dei Musici war und die Protektion des Prinzen Virginio Orsini, des Kardinals Cinzio Aldobrandini und sogar von Papst Clemens VIII. erhielt.
Im Jahr 1596 hielt er sich am Hof König Sigismunds von Polen in Warschau auf; anschließend ist er 1598 in Venedig und 1599 wieder in Rom bezeugt, wo er im selben Jahr in der Villa Medici starb. Sein Grab befindet sich in San Lorenzo in Lucina.

## Bedeutung
Die zahlreichen Nachdrucke der Werke Marenzios bezeugen den Ruhm, den er in verschiedenen musikalischen Kreisen Italiens und anderer europäischer Länder genoss, und machen seinen großen Einfluss auf die Komponisten seiner Zeit und der unmittelbaren Nachwelt deutlich. Hier sind besonders zu nennen in Italien Claudio Monteverdi, in Deutschland Hans Leo Haßler, Heinrich Schütz und Johann Hermann Schein, in England John Wilbye, Thomas Weelkes sowie John Dowland, der sich 1595 darum bemühte bei Marenzio in Rom zu studieren. Eine direkte Begegnung fand jedoch nicht statt, dennoch korrespondierten beide miteinander. In England wurden auch 1580 zwanzig Madrigale in englischer Sprache neuverlegt (RISM 1590/29). Noch lange über Marenzios Tod hinaus waren seine Werke beliebt, noch um 1650 führte der venezianische Verleger Alessandro Vincenzi fast sämtliche Madrigalbücher und Villanellen in seinem Katalog auf.
Mit Don Carlo Gesualdo und Monteverdi zählte Marenzio laut Alfred Einstein zu den Vollendern des Madrigals im späten 16. Jahrhundert. In der Tradition von Cyprian de Rore (1516–1565) und Giovanni Gabrieli (1557–1612) stehend, sind seine Madrigale durch die Eleganz der Melodik, durch Klarheit und Ebenmaß des Rhythmus und eine lyrische Grundhaltung von großer Farbigkeit und Delicatezza gekennzeichnet. Marenzio versteht es, gelehrte Kontrapunktik mit ruhigen, homorhythmisch deklamierten Abschnitten wechseln zu lassen, und berücksichtigt sorgfältig die Prosodie der Worte, vor allem in den Madrigalen, die aus der Zeit nach dem Wirken der Camerata Fiorentina stammen. Seine Madrigalkunst hat ihm den Beinamen des più dolce cigno d'Italia eingebracht. Marenzios besondere Aufmerksamkeit gilt dem musikalischen Ausdruck von Sinn und Affekt der Texte (von Francesco Petrarca, Jacopo Sannazaro, Torquato Tasso und Giovanni Battista Guarini), unter anderem mit Hilfe der Chromatik, welche allerdings weniger kühn ist als bei Don Carlo Gesualdo di Venosa. Sparsam ist Marenzio auch in der Verwendung musikalisch-deskriptiver Mittel.
Marenzios Villanellen zeichnen sich durch Frische, Eleganz und Unmittelbarkeit der musikalischen Sprache aus. Die beiden Intermedien von 1589 haben die Rivalität der Musen und der Pieriden sowie den Sieg Apollos über den Drachen Python zum Inhalt. Erhalten sind davon eine kurze, instrumentale Sinfonia und sieben mehrstimmige vokale Sätze über Texte von Ottavio Rinuccini. Diese sind von Instrumenten begleitet und reichen von der Besetzung von drei Stimmen bis zu drei Chören (davon einer mit 18 Stimmen). Sie zeigen eine homorhythmische Satzweise, die dem Text ein starkes deklamatorisches und dramatisches Profil verleiht. Dagegen ist ein 1585 aufgeführtes, von ihm komponiertes Intermedium Il combattimento d'Apolline col serpente (Der Kampf Apollos mit der Schlange) noch ganz im herkömmlichen Madrigalstil gehalten. In Marenzios kirchenmusikalischen Werken sind gleichermaßen die römische Palestrina-Tradition wie expressive venezianische Elemente wirksam.
Das Staatliche Konservatorium von Brescia trägt seit 1993 seinen Namen.

## Werke (Auswahl)
- Madrigale für 4 Stimmen (Rom 1585)
- Madrigale für 4 bis 6 Stimmen (Venedig 1588)
- 9 Bücher Madrigale für 5 Stimmen (Venedig 1580, 1581, 1582, 1584, 1585, 1594, 1595, 1598 und 1599)
- 6 Bücher Madrigale für 6 Stimmen (Venedig 1581, 1584, 1585, 1587, 1591 und 1595)
- Madrigali spirituali für 6 Stimmen (Rom 1584, erweitert Nürnberg 1610)
- 5 Bücher Villanellen und Canzonetten für 3 Stimmen (Venedig 1584, 1585, 1585, 1587 und 1587); eine Auswahl daraus mit deutschen Texten, herausgegeben von Valentin Haussmann (Nürnberg 1606)
- Zahlreiche Madrigale in etwa 100 Sammeldrucken 1577 bis 1627, mehrere auch in gedruckten Lautentabulaturen des 16. Jahrhunderts
- Motetten für 4 Stimmen (Rom 1585)
- Sacrae cantiones für 5 bis 7 Stimmen und Basso continuo (posthum Venedig 1616)
- Intermedio II. und III. von 1589, zur Komödie La pellegrina, vgl. Intermedien für La pellegrina[2], aufgelistet im RISM 1591/7.